# アウトバーン 57
アウトバーン 57（ドイツ語: Bundesautobahn 57, BAB 57 または A 57）はドイツの高速道路、アウトバーンの一路線である。
北西のオランダ国境、ゴッホ付近から南のケルンまで119 kmの路線を持つ主要道路である。